# ハイナ島

古典期後期のハイナ島とユカタン半島

ハイナ島（Jaina island）は、メキシコ、カンペチェ州北部の海岸沿い、カンペチェの北方32kmに位置するマヤ遺跡自体及びその遺跡がある島のことをいう。ハイナとは、「水の家」ないしは、「水の上にある家」という意味で、当時は、HinaまたはHinalと呼ばれていた。マヤの本来の地名はなかなか残らないなかで、現在までその地名がかなり忠実に残った好例である。
古典期から後古典期前期にかけて機能し、埋葬遺構から出土するおびただしい土偶によってその名が知られる。ハイナ島出土の土偶は、当時の生活や習慣、思想、宗教を反映するとともに新大陸でもっとも美術的価値が高いと評価する研究者もいるほどで後述するように骨董収集家が訪れたこともある。
ハイナ島には、主としてZayosal（サヨサル）とEl Zacpool（エル・サクプール）と名付けられたプラザを囲む2つの建築グループと小規模な球戯場があり、建造物は土を盛り上げたマウンドをゴロゴロした岩で覆って、漆喰を塗りこめて表面を整えている。

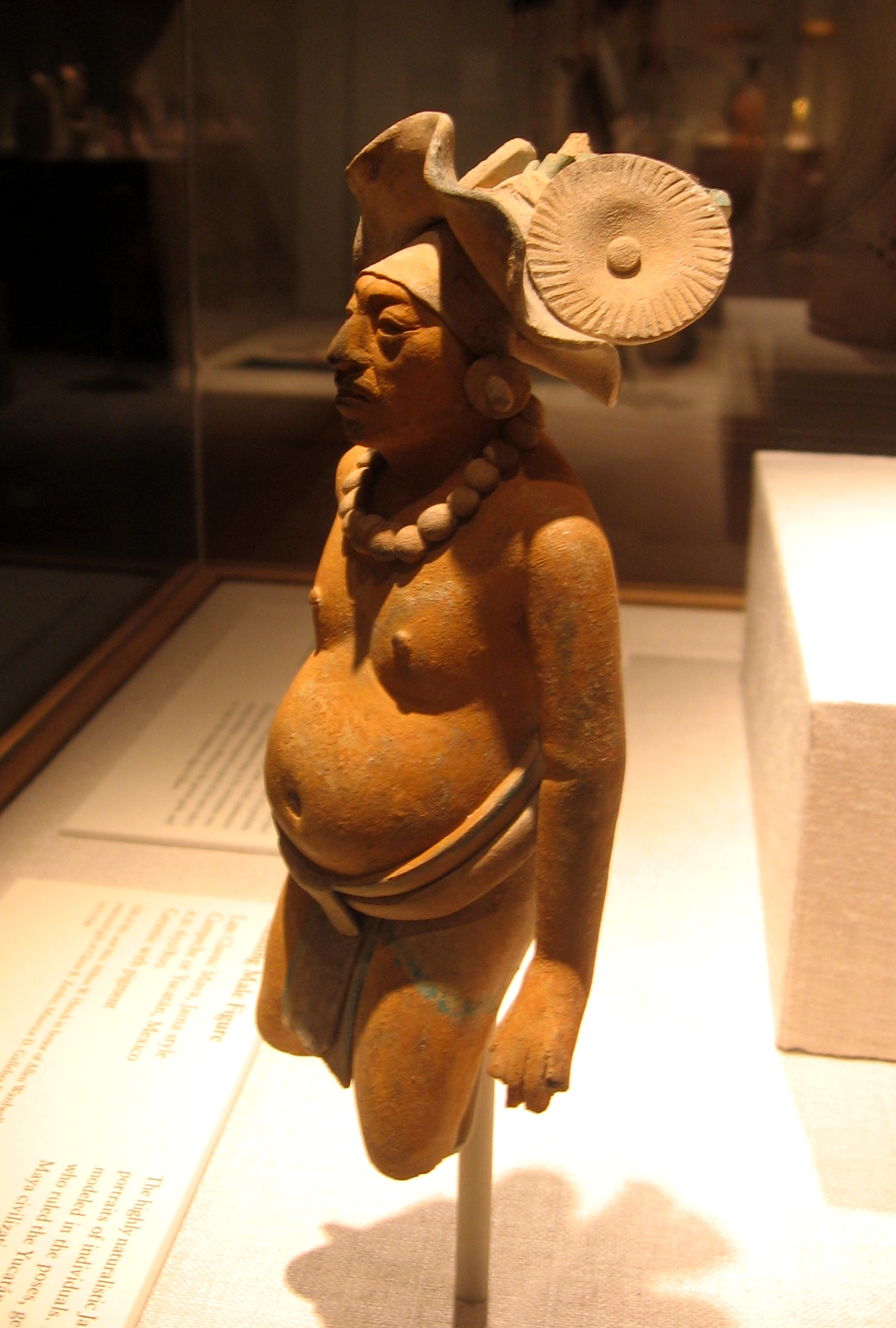
手づくねの男性像

## ハイナ島の歴史
ハイナ島は、メキシコ湾岸を流れる海流がはこぶ堆積物によって、数千年かの時間をかけて形成された小さなマウンドがはじまりであったと考えられる。紀元前300年頃から入植が行われ、集落が形成された。その後の数十年間でこの集落は拡大され、数百年間にわたって、多くの岩や石灰岩を用いたsascabと呼ばれる一種の建材によって島の周囲を埋め立てることによって島の規模を拡大し、700年以上漁労や交易をおこなうひとつの中心的な基地のように使われてきた。現在では1平方キロメートルに達する島となっている。
ハイナ島については、名前の由来やユカタン本土の西側であることから、日が沈む場所であることと死の世界であることが関連しているとし、多くの研究者が共同墓地であるとしてきた。墓に埋葬されたのが誰であるかは、いまだにわからないものの、ジョセフ・ボールは、エズナかその周辺のチェネス地方ないしプウク地方の人々であろうと推察してきた。しかし、最近の調査の進展によって、古典期から後古典期前期に活発に活動していた集落に埋葬が伴っており、土偶が出土している埋葬は、そのような集落をなす家屋の地下に設けられていることが判明してきたため、ハイナ島に住んでいた人々によるものであると主張する研究者も現れてきている。共同墓地と考える研究者は、アメリカに多く、ハイナ島に住んでいた人々によるものであると考える研究者は、メキシコなど現地の研究者に多いように思われる。
ハイナ島では、5基の石碑と2枚の石板が発見されていて、652年の日付のみられるものと、854年の日付が刻まれているものとがある。石碑や石彫に刻まれているレリーフは、ペテン地方などの祭祀センターに見られる様式に比べて、動的な印象を与えることに注目する研究者もいる。
ハイナ島に人が住まなくなるのは、紀元1200年頃と考えられ、一定数の研究者が主張するチチメカ人がメソアメリカに大規模に侵入してきたとする時期とおおむね符合する。ハイナ島に住んでいた人々は、海岸地帯に移るか、ユカタン半島本土に新しい都市を建てるか、もともとあった内陸の都市に移り住むかしたのではないかと考える研究者もいる。

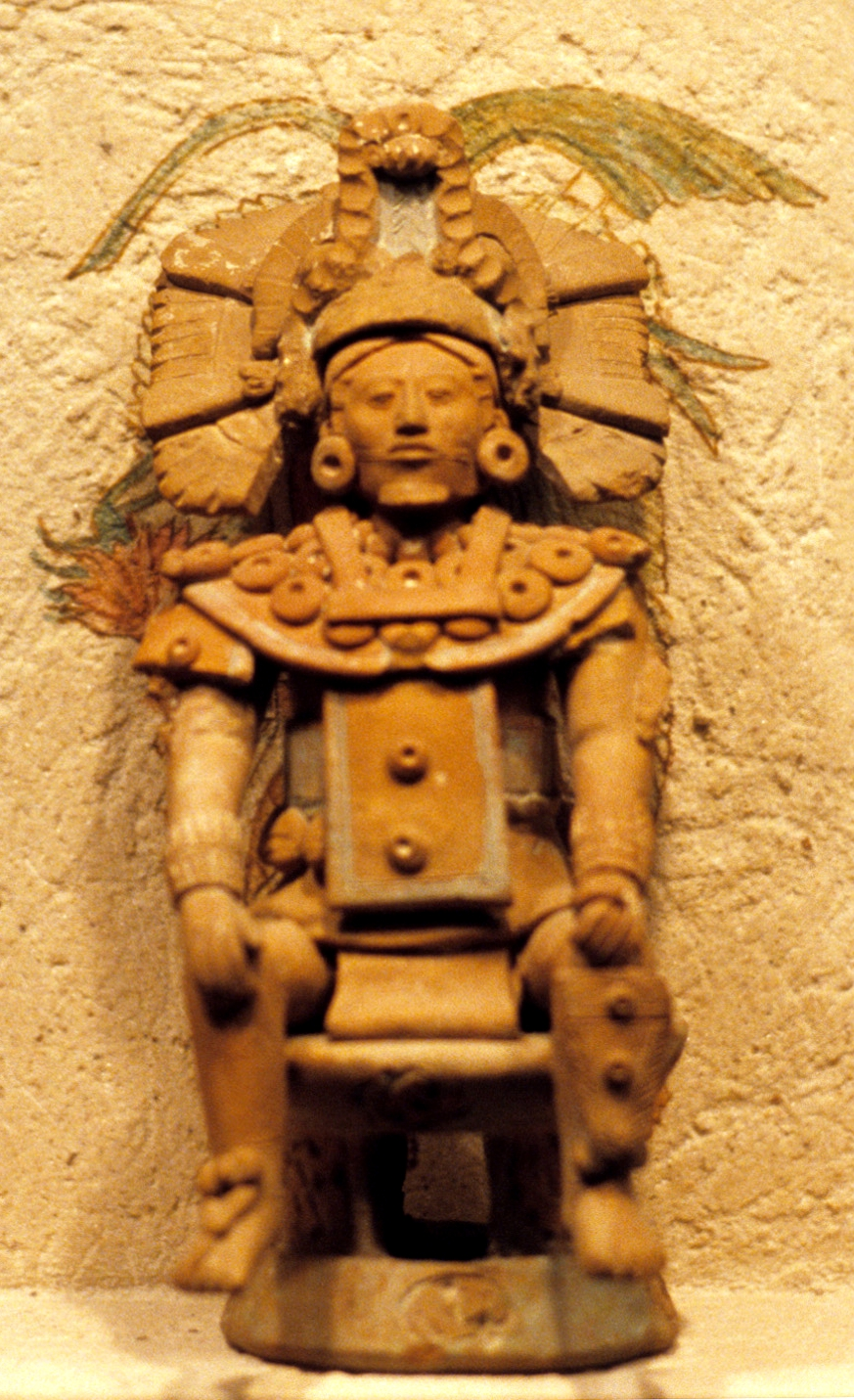
手づくねの男性像

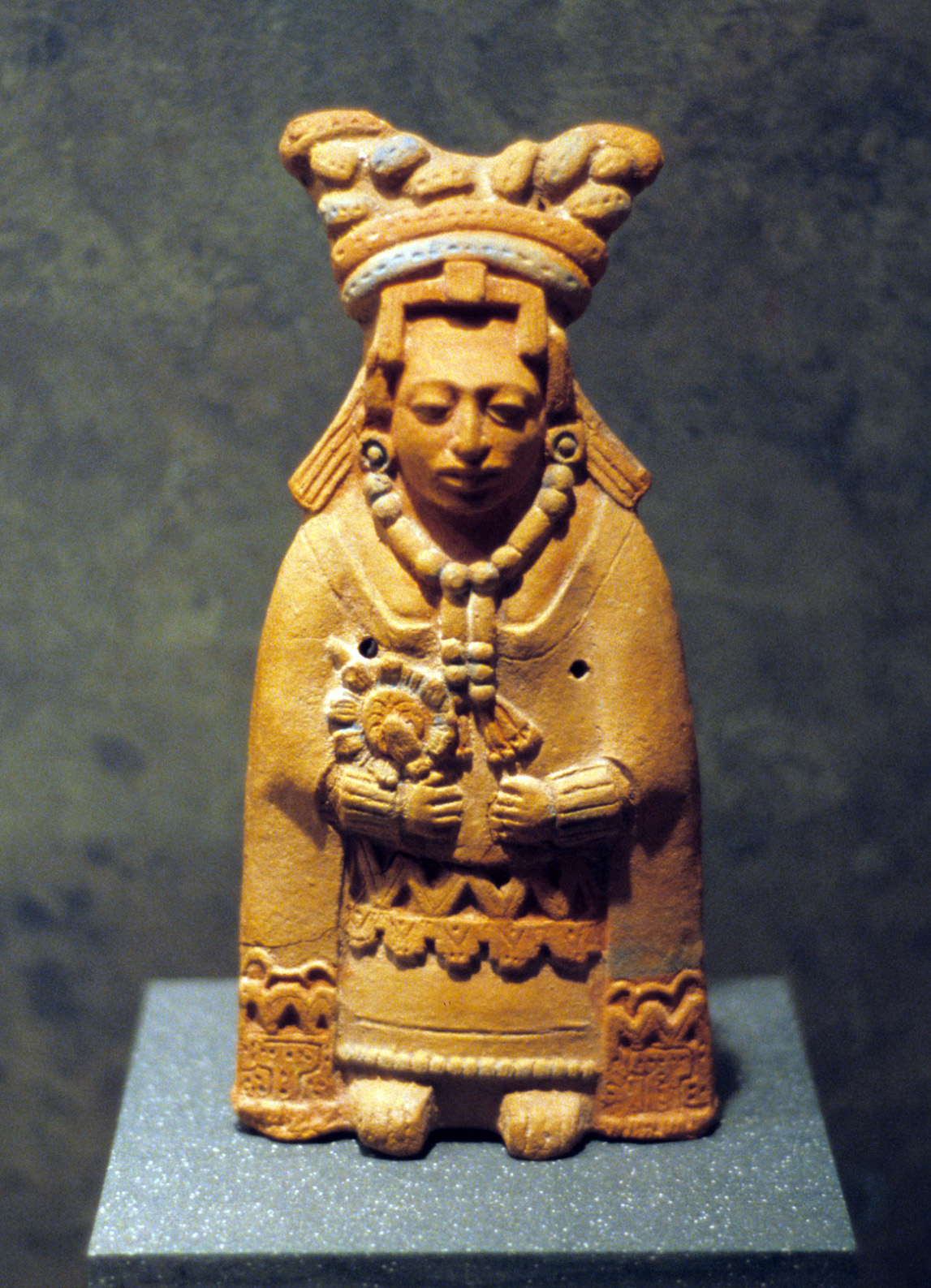
型を用いた女性像

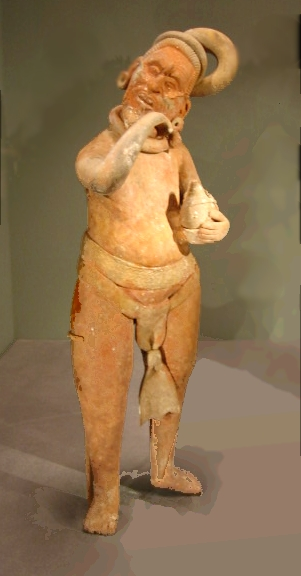
酔っ払いの像, 紀元400年～800年頃

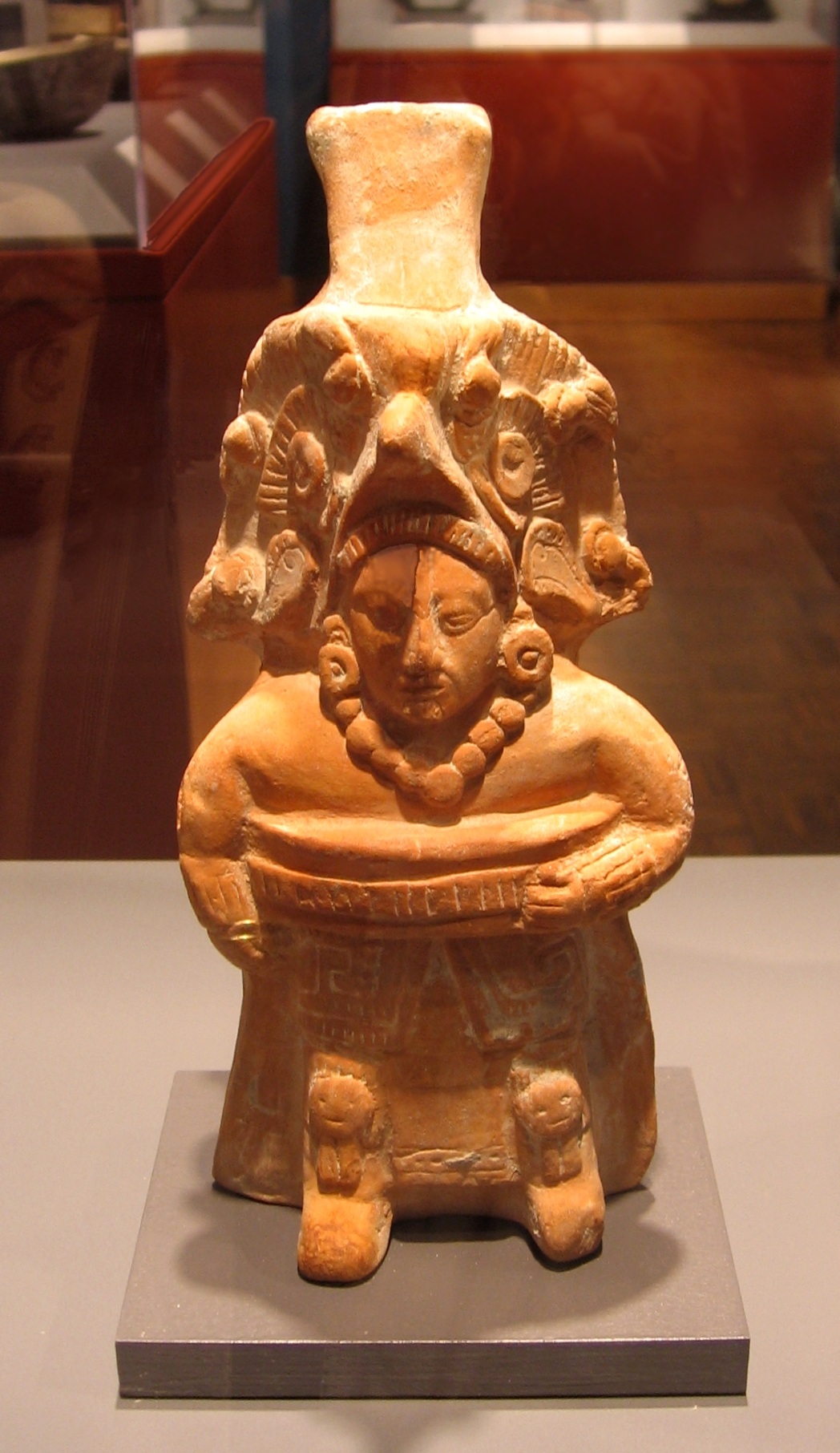
型でつくった球戯者の像。腰にある「ヨーク」とひざ当てがみられる。中空で息を吹きこむと笛のように鳴る構造になっている。紀元600年～900年頃

## ハイナ島の土偶

### 概要
ハイナ島は、確認されているだけでも20000基といわれる墓があり、そのうち発掘調査が行われたのは1000基を上回る程度である。そういった墓には、副葬品として、研究者によって光沢土器、硬質土器(Slateware)と分類される土器をはじめとして、水や食料を入れるのに用いられたであろう土器類、日常生活用品、数個ほどの宝石、1 - 2体ほどの土偶がみられ、土偶は、被葬者の遺骸のほかに胸の近くに置かれるか手に握らされる状態で発見される。
ハイナ島の土偶は、おおむねオレンジ色の粘土を用いて作られ、背の高さは、一般的には、25cmから65cmくらいで、まれにそれよりも大きいものもみられる。当時の男女それぞれの姿を描き、服装や装身具をはじめとする社会的地位を表す目印になる特徴や、日常生活を表現するのみならず、老人や身障者、猫背になっている人物や小人のような人物を表現しているものもある。動物や抽象的なものを表現している場合もある。ハイナ島でみられる人骨には頭蓋変形や抜歯、入れ歯がみられるものがあるが、土偶にもそのような習慣が表現され、さらには、身体を傷つけたり、顔や体に塗色する習慣があったことがうかがうことができる。
後述するように古典期前期段階の土偶については、非常に技術と手間がかけられており、写実的であること、副葬品としての性格を知る手がかりにもなりうることから、そのモデルについては、研究者の間でしばしば論議がなされてきた。コーソンは、特定個人の肖像になりうるものを作ろうとしたものではないかとし、カブラーは、肖像というだけではなく、地位や年齢についても厳密に表現しようとしたとする。しかし、墓の被葬者と土偶の関連性を確認しようと試みたところ、被葬者の性や年齢と土偶の姿が一致しておらず、女性の土偶が男性の墓にみられたり、その逆もあり、子どもの墓に明らかに年齢と一致しない成人の土偶が副葬されている例が普通にみられるため、被葬者本人を必ずしも表現したものではないことは明らかになっている。後述するように神を表現したものや神話や伝説に関連するものがあることもわかってきた。それ以外の土偶は、土偶は父母などの近親者か、あるいは遠い先祖を表現しているという説もあるが明らかになっていない。

### 編年
大方の研究者の一致した見方として、時期や年代について意見の相違があるものの、古い時期の土偶が手づくねでつくられ、新しい時期のものが型を用いて作っていることについては一致している。
この製作技法の違いに着目して、クリストファー・コーソンは、1975年にハイナ島の土偶を紀元600年から800年を第I期、紀元800年 - 1000年を第II期、紀元1000年 - 1200年をカンペチェ期とする3期に分ける編年案を発表した。この編年は、製作技法の変化とその背後にある文化や社会の変化を探るないしは加味することも視野に入れての編年であった。しかし、3期に分けることについて一致できてもその年代の設定については、ジョージ・カブラーのように、コーソンより200年ほど古く置く考え方を示すなど研究者によって意見が異なり、後述するように最近の多くの研究者の時期設定はカブラーの見方に限りなく近い。
コーソンの第I期のほとんどの土偶は、手ずくねであって、職人的ともいえるほど手の込んだ作りになっていて、芸術性も高い。顔料は、粘土が乾燥してから塗られ、特定の主題や様式があり、ハイナ島の土偶の独自性や個性が定着、普及していく時期にあたる。
第II期の土偶になると、製作時に型を使うようになって、生産力の増大がみられる。土偶を型で作ると、表面に刻線がつけたり、薄い粘土の粒やひも、飾りが付けられる。一方、第I期にみられたような職人的な技や芸術性が薄くなり、独自性や斬新さも少なくなっている。
カンペチェ期の土偶は、すべてを型によって作り、しばしば表面に漆喰を施すものがみられる。ショチケツァルかイシュ・チェルといった女神を表現したであろう腕を高く上げた女性の立像が圧倒的であって、ほかのすべての主題を合わせたよりも多い。こういった土偶は、副葬品でもあることから埋葬儀礼にも大きく影響を与えていたと推察される。
このコーソンの編年については、内容はともかく年代の設定については、多くの研究者の意見は決定的に異なっており、手づくねの土偶の年代はおおむね古典期前期(紀元250年 - 600年ないし650年)に置かれ、型を用いて作られているものは、古典期後期から後古典期とされている。古典期前期の土偶は、手づくねで作られ、内部までそのまま粘土のかたまりとなっている。この時期の土偶は、表面に線を刻み、何かで押すか刺すかした穴がつけられ、粘土粒や粘土ひもの貼り付けや彩色が施されている。職人的な技能が注ぎ込まれ、美術的にも高く評価されているこの時期の土偶は、コーソンのI期の内容に相当している。
紀元600ないし650年以降になると、土器に型をつかう技術が用いられるようになり、連結して作られた土器もみられるようになる。この技術は、土偶をつくるのにも用いられ、胴体を型でつくり、頭や手足を手づくねでつくることもあった。それ以前のように内部まで粘土が充填されず、中空になっている、顔や頭飾りが丁寧につくられるが、手足のつくりが雑であるという特徴がある。
また、実際に音を鳴らすのに使用したかどうかは定かでないものの、息を吹き込んで笛のように鳴らしたり、中空でガラガラ音をさせるものを容易に作ることができるようになった。
古典期後期以降の型を用いて作られた土偶には、太陽神や月の女神といった宗教儀式に使用する目的のものが多く見られ、同じものを多量に作るのに型が便利であったことがうかがえわれる。息を吹く込めば音が鳴る笛のようになっているものやガラガラ音が鳴らせるものについては、墓の副葬品としてみられ、葬送儀礼に用いられたものが副葬されたと考えられる。

### 胎土分析がしめすもの
こういった土偶の胎土分析を行ったところ、大多数の土偶が、タバスコ州北部やカンペチェ州南西部で作られているだけでなく、少数であるがメキシコ湾岸にそった700kmに及ぶ場所からの土で造られているタイプの土偶もみられることが判明した。少数の土偶の産地としてアントニオ・ベナヴィデスは、ベラクルス州のイスラ・デ・サクリフィシオス、カンペチェ州のプンタ・アルマス、タバスコ州のシカランゴ、チャンポトン、ベリーズのエル・カヨ、その他ハイナ島のすぐ近くにあるイスラ・ピエドラスや南西方向にあるホヌタの型を用いた土偶の工房からのものや、イスラ・ワイミルといった産地があること、さらにユカタン州のXcamboやキンタナ・ロー州のシェルハ産と思わるものも発見されていて、Xcamboやシェルハでもよく似た土偶が出土していることを紹介している。ベナヴィデスは、こういったメキシコ湾岸、ユカタン半島沿岸の地名、遺跡は、黒曜石製品、玄武岩、ヒスイ、カカオ、土器、土偶と塩、はちみつ、ろう、木材、織物、貝製品を交換する交易ルートの一部を反映していて、このことからも石碑や石彫の様式がペテン地方などの祭祀センターに見られる様式に比べて、異質で動的なのはプトゥン人ないしチョンタル人の交易の拡大と関係しているのではと考えている。

## ハイナ島についての記録と研究史
ハイナ島についての植民地時代以降の記録としては、16世紀のCalkini絵文書の記述、1703年にフランスで刊行された地図に古代の建物がある場所としてMorros de Jaina（「ハイナの丘」）として記載されている。
19世紀には、カンペチェの港湾管理者であるアンドレス・エスピノザがハイナ島の地権者であったこと、主だった記録だけでも1843年にアメリカ人探検家B.ノーマン、1883年にハーバード・バンクロフト、1886年にデジレ・シャルネなどが訪れたことがわかっている。漁労民、骨董愛好家、海賊やそれ以外の旅行者がハイナ島についての言い伝えや記録を残し、地図にも記載され続けてきた。
1910年から20年にかけてのメキシコ独立革命で、ハイナ島は個人の所有ではなくなった。
1940年代に、アルベルト・ルスやローマン・ピニャ・チャンをはじめとする多くの研究者によって本格的な学術調査が行われて以来、地図を作成するための測量や発掘調査を行うためにたびたび研究者が訪れている。1986年にアントニオ・ベナヴィデスによって学術調査や遺物整理を行う基地として現場事務所がおかれ、1996年から98年にかけてベナヴィデスとエリザベス・サラゴサの指揮のもとに、サヨサル建築グループの発掘調査と土器などの遺物整理が行われている。